# Langdrahtantenne
Eine Langdrahtantenne ist eine Antenne, die aus einem oder mehreren Drähten besteht, deren Länge groß gegenüber der Wellenlänge ist. Diese Bauform wird häufig im Kurzwellenbereich verwendet.
Eine Langdrahtantenne im engeren Sinne ist definiert als ein in einem Abstand von einer halben bis einer Wellenlänge über dem Boden gespannter Draht, dessen Länge das doppelte bis das zehnfache der Wellenlänge beträgt. Im Amateurfunk ist es jedoch üblich, generell Drahtantennen, welche in eine Richtung geführt sind, als Langdraht, in CW als „LW“, zu bezeichnen. Entsprechend werden im Folgenden auch endgespeiste Drahtantennen behandelt, die wesentlich kürzer als die doppelte Wellenlänge sind.

## Langdraht als Empfangsantenne
Langdrahtantennen haben mit zunehmender Antennenlänge eine immer deutlicher werdende Richtwirkung entlang der Spannrichtung, die mit einem passenden Abschlusswiderstand gegen Erde auch unsymmetrisch gemacht werden kann (Beverage-Antenne).
Kürzere Langdrahtantennen haben empfangsseitig kaum Vorteile gegenüber sehr viel kürzeren Antennenvarianten, denn im Kurzwellenbereich wird die Empfängerempfindlichkeit durch das atmosphärische Rauschen begrenzt und nicht durch das Rauschen des Empfängers. Der Vorzug ist für Empfangszwecke daher solchen Antennen zu geben, die sich möglichst weit weg von Störquellen befinden und auch noch eine sinnvolle Richtcharakteristik aufweisen. Das lässt sich im Empfangsbereich z. B. recht einfach mit kompakten Magnetantennen erreichen.

## Langdraht als Sendeantenne
Für den Sendebetrieb haben Langdrahtantennen typische Abmessungen bis zu einigen wenigen Vielfachen der Wellenlänge. Bei längeren Antennen sinkt der Wirkungsgrad, der Aufwand bringt hier keine Vorteile mehr, das Richtdiagramm erhält zudem zahlreiche Minima. Die oben genannte Richtwirkung lässt sich deshalb sendeseitig nicht nutzen. Mehrere Wellenlängen ist so eine Sendeantenne in der Praxis nur lang, wenn sie für ein niedrigeres Band ausgelegt ist (wie z. B. 80-m-Band 40 m lang), aber z. B. auf 20 m betrieben wird (2 Wellenlängen). Nach Möglichkeit ergänzt man eine solche Langdrahtantenne jeweils durch eine weitere für die entsprechend höheren Bänder. In der ehemaligen Sowjetunion verwenden manche Rundfunksender Langdrahtantennen, sogenannte Sarja-Antennen.
Langdrahtantennen werden auch gelegentlich für Mittelwellensender verwendet, die an einem Standort mit einem geerdeten Antennenträger, zum Beispiel einen Standort der primär der UKW- und TV-Versorgung dient, betrieben werden. In diesen Fällen ist die Drahtlänge meist in der Größenordnung λ/4 bis λ/2, manchmal auch kürzer als λ/4.

## Endgespeiste Antennen

Dipol mit Anpassschaltung für Koaxialkabel

Aufgrund ihrer Länge erfolgt die Speisung einer Langdrahtantenne aus praktischen Gesichtspunkten meist an einem ihrer Enden. Sie gehören damit dann wie die „endgespeiste Halbwellenantenne“ (englisch: „end-fed half-wave“, EFHW) zu den endgespeisten Antennen.

### Vielfache der halben Wellenlänge
Antennen, die genau λ/2 oder λ oder 3/2 λ oder weitere Vielfache davon lang sind, sind am Ende hochohmig und weisen eine Wellenimpedanz von etwa 2000 Ω und darüber auf. Sie sind daher spannungsgespeist: Am Speisepunkt treten hohen Spannungen bei minimalen Strömen auf. Diese Antennen benötigen somit einen Resonanztransformator zur Anpassung an die erheblich niedrigere Impedanz üblicher Koaxialkabel von 50 Ω.
Traditionell wird zur erforderlichen Anpassung ein Parallelschwingkreis („Fuchskreis“) benutzt. Diese Bauform wird „Fuchsantenne“ genannt, nach Josef Fuchs, Funkamateur aus Österreich, der diese Antennenbauform 1927 patentieren ließ.
Alternativ kann statt des Parallelschwingkreises auch ein Unun (teils in diesem Zusammenhang inkorrekterweise auch als Balun bezeichnet) mit einem Übersetzungsverhältnis von z. B. ü=1:7 oder ü=1:8 verwendet werden, was einer Impedanztransformation von 1:49 oder 1:64 entspricht (siehe: Idealer Transformator) und somit die hochohmige Antenne ebenfalls näherungsweise an 50 Ω anpasst (Beispielrechnungen: 2000 Ω / 49 = 41 Ω und 3500 Ω / 64 = 55 Ω). Ein Vorteil gegenüber dem Fuchskreis ist, dass man diese Antenne auch auf resonanten Bändern betreiben kann (z. B. 40/20/10m), ohne den Schwingkreis neu abstimmen zu müssen.
Eine weitere Alternative zur Anspeisung des Langdrahtes stellt die Zeppelin-Antenne dar. Dabei wird zur Impedanzanpassung eine Bandleitung mit der Länge λ/4 verwendet. Die Bandleitung dient dabei nicht nur als Impedanztransformator, sondern auch als Gegengewicht, sodass eine Zeppelin-Antenne ähnlich einer symmetrischen Antenne ohne Erdung betrieben werden kann. Der Name dieser Antennenbauform kommt von den ersten Anwendungen in den 1920er Jahren auf Flugschiffen wie dem Zeppelin. Die Impedanztransformation durch die Bandleitung entspricht dabei:
{\displaystyle Z_{\mathrm {out} }={\frac {Z_{\mathrm {band} }^{2}}{Z_{\mathrm {in} }}}}
mit {\displaystyle Z_{\mathrm {band} }} der Wellenimpedanz der Bandleitung, beispielsweise 450 Ω. Damit kann die Impedanz eines Koaxialkabels mit Zin = 50 Ω auf die Impedanz der Langdrahtantenne von ca. 4 kΩ angepasst werden.
Der große Vorteil endgespeister Halbwellenantennen sind:
- im Empfangsfall die Vorselektion durch den Abstimmkreis,
- beim Senden die deutlich vergrößerte Bandbreite von etwa 10 % der Mittenfrequenz,
- die hochohmige Speisung verringert den Speisestrom.
- Das Erdungssystem, das bei niederohmig gespeisten, unsymmetrischen Antennen den Antennenwirkungsgrad maßgeblich beeinflusst, ist nicht mehr ausschlaggebend.
Bei vielen Groundplane-Antennen – der typischen Bauform der unsymmetrischen, niederohmig gespeisten Antenne – besteht das Erdungssystem bei Verwendung im Mittelwellenbereich aus bis zu mehreren 100 Drähten, die jeweils ein Viertel der Wellenlänge lang sind.

### Mit Unun 1:9
Eine abweichende Möglichkeit ist die Verwendung eines Unun 1:9 (gelegentlich als „magnetic balun“ bezeichnet) und eines Langdrahtes, dessen Länge auf allen zu verwendenden Bändern kein Vielfaches von λ/4 betragen darf, sondern so gewählt wird, dass die Impedanz auf allen gewählten Bändern ca. 300–600 Ω beträgt, welches vom Unun dann auf 300…600 Ω / 9 = 33…67 Ω transformiert wird. Hierdurch lässt sich der Langdraht bei u. U. erheblicher, aber bei geringen Sendeleistungen evtl. noch tolerierbarer Fehlanpassung (insbesondere durch nicht abgestimmte Blindanteile) ohne Abstimmung des Anpassglieds für mehrere Bänder nutzen. Eine solche Antenne wird auch random wire genannt, auf Deutsch etwa „Draht zufälliger Länge“, wobei die Drahtlänge eben nicht völlig zufällig gewählt werden kann – für typische Amateurfunkbänder bieten sich hier beispielsweise Drahtlängen von ca. 8 m, 13 m, 26 m an.